# Darko Deković
Darko Deković (Rijeka, 16. studenoga 1947. – 5. kolovoza 2008.) je bio hrvatski znanstvenik i književnik, djelatni bojnik Hrvatske vojske. Zaslužan je za afirmaciju glagoljice.

## Životopis
U Rijeci je završio osnovnu i srednju školu, a studirao hrvatski jezik i književnost. Diplomirao je na glagoljičnom tekstu koji je sam pronašao - na prijepisu kazuistike Bartola Frgačića. Magistrirao je na Filozofskom fakultetu u Zagrebu iz područja filologije, na temi riječkog glagoljaškog kruga, a mentor mu je bio Eduard Hercigonja. Nakon što je završio studij, radio je kao asistent akademiku Branku Fučiću na riječkom Zavodu za povijesne i društvene znanosti HAZU. Fakultetsko vijeće mu je 17. srpnja 2008. prihvatilo njegov doktorski rad Glagoljica i glagoljaštvo u gradu Rijeci – Istraživanja o riječkom glagoljaškom krugu, no, smrt ga je spriječila obraniti njegovu doktorsku radnju.
Nakon što su jugokomunističke snage ugušile hrvatsko proljeće, Dekovića su proganjali, zatvarali i na razne načine mu onemogućavali znanstveni rad. Usprkos svim tim represijama, Deković se bavio znanstveno-istraživačkim radom i objavljivao svoje radove.
Mnogo je pridonio hrvatskoj znanosti time što je otkrio, obradio i objavio više rukopisa vezanih uz glagoljaštvo. Poznati su njegovi nalazi glagoljaških tekstova iz Pule, Kastva, Pašmana itd., a važnošću se ističe otkriće hrvatsko-latiničnoga Missala hervaskoga Jurja Manzina iz 17. stoljeća.
Dugi je niz godina uređivao znanstveno-kulturni časopis ogranka Matice hrvatske u Rijeci Dometi.
Predsjedavao je riječkim ogrankom Matice hrvatske od njegove obnove 1989. koju je on pokrenuo, sve do 2007. godine. 
Bio je dragovoljcem Domovinskog rata i časnikom Hrvatske vojske.

## Djela
Bio je urednikom nekoliko zbornika radova.
- Međunarodni znanstveni skup o Bernardinu Škrivaniću 1996.
- Zbornik radova s Međunarodnog znanstvenog skupa Latinitet u Europi, (nagrađen)

Surađivao je u zborniku Nacionalne vrijednosti u gospodarskom razvoju : hrvatske nacionalne vrijednosti u europskim integracijama .
Članke je objavljivao u Dometima, Grobničkom zborniku, časopisu Rijeci, Vjesniku Državnog arhiva u Rijeci, Istri, Croatici christiani periodici, Slovu, Maruliću.
Pjesme:
- Dolina noćnih prikaza, 2003.
- Noćni obračun = Nachtsvergeltung = Di notte, una resa dei conti, 2002.
- Suton = Beim Sonnenuntergang, 1996.

Knjige:
- Zapisi misni kaptola riečkog - istraživanja o riječkome glagoljaškome krugu

## Nagrade
- 2008.: Zlatna povelja Matice hrvatske za zbornik radova Latinitet u Europi

## Vanjske poveznice
- Mirjana Crnić: Glagoljica u djelu mr. sc. Darka Dekovića, Problemi sjevernog Jadrana, br.10/2010., str. 133-140.
- Holjevac, Sanja, Znanstvena djelatnost mr. sc. Darka Dekovića, Problemi sjevernog Jadrana 10 (2009), str. 121-131.
- Hana Lencović-Milošević, Prilog za bibliografiju Darka Dekovića, Problemi sjevernog Jadrana 10 (2009), str. 151-164.